# Gerhard Hoeppner
Ernst Wilhelm Gerhard Hoeppner (* 16. Dezember 1852 in Tonnin, Kreis Usedom-Wollin; † 12. April 1898 in Stettin) war ein deutscher Verwaltungsbeamter, Rittergutsbesitzer und Parlamentarier.

## Leben
Hoeppner studierte an der Ruprecht-Karls-Universität Heidelberg und der Georg-August-Universität Göttingen Rechtswissenschaft. 1873 wurde er Mitglied des Corps Saxo-Borussia Heidelberg. 1874 schloss er sich dem Corps Saxonia Göttingen an. Nach dem Studium trat er 1876 in den preußischen Staatsdienst ein, aus dem er 1885 als Regierungsassessor seinen Abschied nahm. Seitdem lebte er bis zu seinem Tod auf seinem Gut Tonnin. Von 1889 bis 1893 saß Hoeppner als Abgeordneter des Wahlkreises Stettin 1 (Demmin, Anklam, Usedom-Wollin, Ueckermünde) im Preußischen Abgeordnetenhaus. Er gehörte der Fraktion der Konservativen Partei an. 1893 wurde er Landesdirektor des Provinzialverbands Pommern und blieb in diesem Amt (die Amtsbezeichnung wechselte 1895 in „Landeshauptmann“) bis zu seinem Tod 1898.

## Auszeichnungen
- Ehrenmitglied des Corps Saxonia Göttingen